# O Clarim da Alvorada

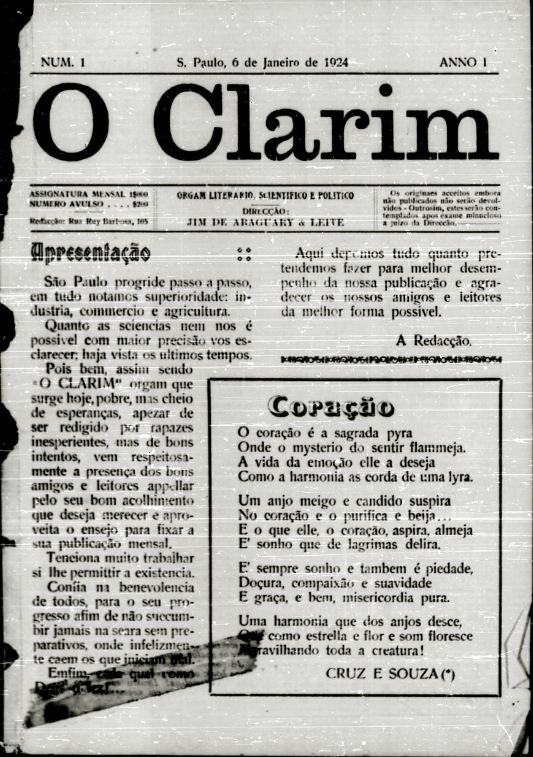
Capa da primeira edição

O Clarim da Alvorada foi um dos mais importantes jornais da história da imprensa negra brasileira.
Foi idealizado pelo ativista negro Jayme de Aguiar, que associou-se a José Correia Leite para organizar sua fundação e funcionamento. O primeiro número circulou em São Paulo em 6 de janeiro de 1924. Inicialmente intitulava-se apenas O Clarim. Em maio do mesmo ano já aparecia com o nome O Clarim d'Alvorada, e em 1925 a grafia surge em sua forma moderna. Sua orientação inicial era de um jornal de variedades, pretendendo ser um "órgão literário, científico e humorístico", como foi subtitulado até 1927, quando seu subtítulo muda para "órgão literário, noticioso e humorístico".
Embora nesta fase já trouxesse algum material de autores negros ou de temática negra, sua ideologia ainda tendia a responsabilizar o negro pela sua situação de inferioridade e atraso, pregando como solução para isso o "levantamento moral" da comunidade e a adoção dos valores burgueses dominantes. Buscava inserir o negro na sociedade brasileira sem questionar a estrutura desta sociedade, a partir do exemplo de relativo sucesso social e econômico de alguns negros, assimilando inclusive, segundo Flávio Ribeiro Francisco, "uma ideologia de controle social que racializava os trabalhadores, criando a representação
dos negros como indisciplinados e pouco afeitos a uma ética do trabalho".
Contudo, em 1928 ocorreu uma decisiva mudança nos seus propósitos e em sua ideologia, período em que passa a ser dirigido por Correia Leite, tornando-se um periódico politizado e combativo devotado a um debate crítico profundo das questões do negro, como se observa nas mudanças subsequentes da subtitulação: em 1928 "pelo interesse dos homens pretos – noticioso, literário e de combate"; em 1931 "independência – doutrina – verdade", e no fim de 1931, "órgão da raça negra".
Esta segunda fase foi influenciada pela chegada de novos colaboradores e pelo contato com as lutas negras em âmbito internacional, como a experiência dos norte-americanos e os movimentos anti-colonialistas na África. Ao longo dessa transição, segundo Renan dos Santos "a visão individualista de responsabilizar os próprios negros por sua situação de vulnerabilidade vai sendo substituída pela noção de que o Brasil possui uma 'dívida histórica' para com os negros, devido os séculos de exploração através da escravidão". Ao mesmo tempo, procurava-se recuperar e valorizar a contribuição fundamental dos negros para a construção do Brasil moderno. Segundo Maria Cláudia Cardoso Ferreira, foi com O Clarim "que o caráter combativo da imprensa negra desenvolveu-se e acentuou-se". Para Vinícius Alves da Silva, o periódico foi "um elemento fundamental na construção de uma consciência política e social no meio negro".
Seus artigos passam então a abranger uma diversidade de temas, incluindo a identificação das origens das dificuldades que os negros experimentavam, a denúncia e combate do racismo, a articulação de uma solidariedade de grupo baseada na identidade étnica, o resgate da história e da dignidade, a promoção da resistência cultural e da conscientização política, formação de lideranças, biografias de abolicionistas ou negros notáveis apresentados como exemplos, criação de símbolos da negritude e de uma imagem positiva do negro, e reivindicações pela igualdade de direitos, pela inserção na sociedade, pela educação e pela conquista de uma melhor qualidade de vida. Esses conteúdos eram trabalhados de diversas maneiras, como artigos e ensaios, poesia, crônicas, sátiras, etc. Entre seus colaboradores estavam Benedicto Ribeiro, Myses Cintra, Cyro Costa, Gervásio de Morais, Luís Barbosa, Deocleciano Nascimento e Horácio da Cunha. O Clarim também dava espaço para a divulgação de eventos sociais, culturais e esportivos voltados ao negro, e noticiava a atividade de associações negras.
O jornal não tinha uma base financeira muito sólida e dependia de contribuições voluntárias, mas pôde ser distribuído gratuitamente em várias cidades, atingindo uma tiragem média de dois mil exemplares. O Clarim foi publicado até 13 de maio de 1932, quando, em virtude de disputas com a Frente Negra Brasileira, foi empastelado por membros da Frente e descontinuado. Foi reativado em 28 de setembro de 1940, mas depois de publicar um único número, deixou de circular.
Pela defesa dos interesses dos negros e pela sua longevidade o jornal hoje é reconhecido como o mais destacado dos veículos de comunicação do movimento negro paulista entre as décadas de 1920 e 1930.